# Epimarptis isolexa
Epimarptis isolexa is een vlinder uit de familie Epimarptidae. De wetenschappelijke naam van de soort is voor het eerst geldig gepubliceerd in 1931 door Edward Meyrick.